# Скотт (округ Шебойган, Вісконсин)
Скотт (англ. Scott) — місто (англ. town) в США, в окрузі Шебойґан штату Вісконсин. Населення — 1764 особи (2020).

## Демографія
Згідно з переписом 2010 року, у місті мешкало 1836 осіб у 697 домогосподарствах у складі 522 родин. Було 749 помешкань
Расовий склад населення:
| - 98,3 % — білих - 0,4 % — корінних американців - 0,2 % — чорних або афроамериканців - 0,2 % — азіатів |

До двох чи більше рас належало 0,5 %. Частка іспаномовних становила 0,7 % від усіх жителів.
За віковим діапазоном населення розподілялося таким чином: 21,0 % — особи молодші 18 років, 65,3 % — особи у віці 18—64 років, 13,7 % — особи у віці 65 років та старші. Медіана віку мешканця становила 43,8 року. На 100 осіб жіночої статі у місті припадало 108,9 чоловіків;  на 100 жінок у віці від 18 років та старших — 108,3 чоловіків також старших 18 років.
Середній дохід на одне домашнє господарство  становив 84 517 доларів США (медіана — 75 139), а середній дохід на одну сім'ю — 91 798 доларів (медіана — 79 167). Медіана доходів становила 55 161 долар для чоловіків та 40 104 долари для жінок. За межею бідності перебувало 3,3 % осіб, у тому числі 0,5 % дітей у віці до 18 років та 3,3 % осіб у віці 65 років та старших.
Цивільне працевлаштоване населення становило 950 осіб. Основні галузі зайнятості: виробництво — 33,2 %, освіта, охорона здоров'я та соціальна допомога — 15,2 %, роздрібна торгівля — 11,4 %, будівництво — 11,2 %.